# Molophilus monacanthus
Molophilus monacanthus är en tvåvingeart som beskrevs av Alexander 1940. Molophilus monacanthus ingår i släktet Molophilus och familjen småharkrankar. Inga underarter finns listade i Catalogue of Life.